# Магомедова, Айшат Магомедовна
Айшат Магомедовна Магомедова (1917, с. Гергебиль, Гергебильский район, Дагестанская АССР, РСФСР, СССР — 2013, Махачкала) — советский государственный деятель.

## Биография
Айшат Магомедовна Магомедова родилась в 1917 году в селе Гергебиль Гергебильского района. По национальности — аварка.

## Учёба
В 1941 году она окончила Дагестанский государственный медицинский институт, куда поступила в 1936 году.

## Карьера
В 1948—1951 гг. она работает вторым секретарем, а 1951—1952 гг. — уже первым секретарем Гергебильского райкома КПСС. В 1952 г. Магомедову назначают заместителем министра здравоохранения ДАССР. В 1954 г. её переводят в другое министерство — министром социального обеспечения ДАССР. В 1959 г. она возвращается в минздрав и становится министром здравоохранения ДАССР.

## Партийная деятельность
В 1950 г. избирается депутатом Верховного Совета СССР по Ботлихскому избирательному округу. В 1955, 1959 и 1963 гг. избирается депутатом Верховного Совета ДАССР.

## Награды и звания
- Народный врач Дагестана
- медали
- Заслуженный врач ДАССР